# Radio Bari
Radio Bari (talvolta anche Radio-Bari) è stato il nome con cui ci si è riferiti alla sede EIAR di Bari per tutta la vita dello stesso EIAR.
Con l'armistizio di Cassibile e l'occupazione dell'Italia meridionale da parte degli Alleati la stazione fu sfruttata per la guerra psicologica contro il nazifascismo, mantenendo la sua denominazione. Intorno agli anni cinquanta, il nome "Radio Bari" per designare la sede regionale della RAI in Puglia è caduto in disuso. La stazione è ricordata principalmente per i suoi programmi in arabo durante il fascismo e per il suo ruolo sia propagandistico sia di rivitalizzazione dei valori democratici nei primi mesi del Regno del Sud e della Resistenza italiana.

## Storia degli impianti

### La nascita

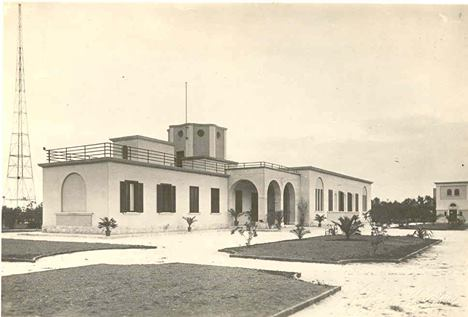
L'edificio della trasmittente di Ceglie del Campo, con i due tralicci dell'antenna sullo sfondo

L'installazione di una stazione trasmittente a Bari rientra nel programma d'ampliamento e potenziamento della rete radiofonica studiato da Costanzo Ciano e inserito nella convenzione tra l'EIAR e il Regno d'Italia del 15 dicembre 1927, più precisamente nell'atto aggiuntivo alla convenzione, stipulato l'11 luglio 1931. Lo stesso atto prevedeva l'entrata in funzione per l'aprile 1932.
La stazione tuttavia non fu in grado di entrare in funzione fino al 7 agosto 1932, quando si ha la prima registrazione di prove tecniche di trasmissione. L'inaugurazione ufficiale avvenne il 6 settembre alle ore 10, all'apertura della III fiera del Levante, con la trasmissione della lettura da parte del ministro dei Lavori Pubblici Araldo di Crollalanza di un messaggio di Benito Mussolini a lui diretto. La sera del giorno successivo andò in onda un "grande concerto", poi, stando ai palinsesti del Radiocorriere, la stazione tacque per cominciare la programmazione ordinaria l'11 settembre 1932.
La nuova emittente, installata a Ceglie del Campo, aveva una potenza all'antenna, senza modulazione, di 20 kW e operava su 1 112 kHz. Gli impianti per la trasmissione erano inglesi, di produzione Marconi Company, mentre i due tralicci d'acciaio di 250 piedi (76,20 m) che sostenevano l'aereo erano, quantomeno, di concezione americana. La sede degli studi (dotata di due auditori) e della reggenza EIAR era invece nel centro di Bari, in via Niccolò Putignani, 247.

### Gli sviluppi successivi
In occasione della Fiera del Levante del 1933 fu inaugurato il collegamento telefonico musicale tra gli studi EIAR di Bari e quelli di Napoli, allacciando così la stazione alla rete nazionale. Con l'entrata in vigore del piano di Lucerna per la ripartizione delle frequenze per radiodiffusione, il 15 gennaio 1934 Radio Bari cambiò frequenza e si pose su 1 059 kHz. Una seconda trasmittente, che entrò in funzione il 26 agosto 1935, fu installata presso la sede della Fiera del Levante. La nuova stazione, che fu chiamata Bari II (da leggersi Bari seconda), mentre l'antica divenne Bari I (Bari prima), aveva una potenza-antenna di 1 kW e trasmetteva su 1 357 kHz.

### Durante la guerra

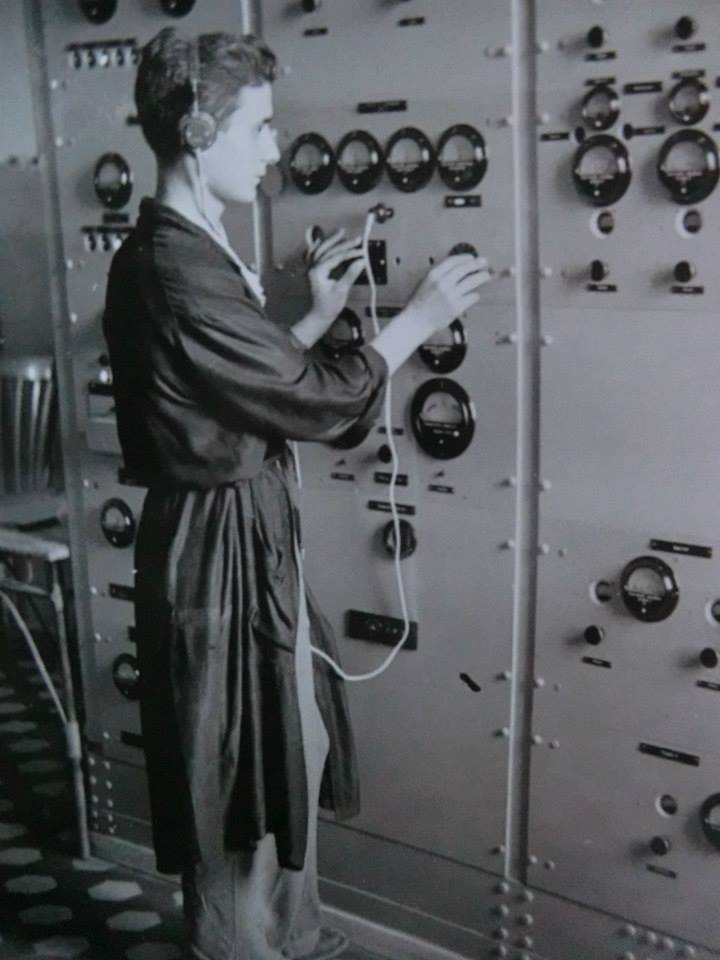
Un tecnico al lavoro agli impianti di Radio Bari nel 1943

Gli impianti di Bari durante la seconda guerra mondiale non subirono danno alcuno, nemmeno dal bombardamento tedesco del 2 dicembre 1943, sebbene Bari I, da sola, avesse una potenza-antenna superiore a quella di tutte le altre stazioni dell'Italia a sud di Roma. Il 5 settembre 1943 giunse alla sede EIAR di Bari l'ordine di smontare la trasmittente di Ceglie del Campo per trasferirla in una zona più lontana dal fronte, mentre per Bari II era stata prevista la distruzione.
L'iniziativa del reggente della sede, l'ingegner Giuseppe Damascelli, il quale, prima dell'armistizio, con la collaborazione di alcun tecnici, aveva provveduto a mettere al sicuro gli strumenti più delicati nella sede del Vescovado di Bitonto, dove viveva suo fratello Domenico (ciò che, dopo la morte, gli varrà l'intitolazione di una strada nella città di Bari) e la difesa armata dopo salvarono gli studi e le trasmittenti dalla distruzione. I tecnici avevano comunque provveduto a depotenziare l'impianto di Ceglie del Campo, nell'eventualità che fosse caduto in mano ai tedeschi, novelli nemici. La stazione fu riportata alle condizioni originarie dopo l'arrivo delle truppe alleate. A dimostrazione della grande considerazione in cui erano tenute le installazioni di Bari, gli interventi di manutenzione furono eseguiti dagli Alleati celermente e puntigliosamente.

### La RAI
La sede RAI di Bari rimase in via Putignani fino all'11 marzo 1959, quando fu inaugurata la nuova sede di via Dalmazia, i cui lavori erano cominciati già nel 1958.

## I programmi per l'estero
Fu reso evidente fin da subito che Bari non sarebbe stata solo una stazione per il territorio italiano. Difatti, il Radiocorriere della settimana precedente l'inaugurazione parlò di come il Levante potesse ricevere da Bari la parola e la musica d'Italia. Anche Mussolini, nel suo messaggio inaugurale, si riferì alla nuova stazione come "anello di congiunzione tra l'Occidente e l'Oriente, strumento della pacifica espansione italiana nel Mediterraneo Orientale ed oltre". Era dunque chiara la volontà di sfruttare Bari come uno strumento di propaganda al servizio dell'Impero italiano.
Comunque la diffusione di trasmissioni espressamente prodotte per l'estero non cominciò fino al 15 agosto 1933, coi programmi in albanese, voluti dalla Camera di commercio italo-orientale, seguiti dall'arabo, caldeggiato da Galeazzo Ciano, il 24 maggio 1934 e dal greco il 19 agosto dello stesso anno. Dal 21 dicembre 1936 la stazione di Bari I cominciò, in coppia con Bologna, a trasmettere notiziari giornalieri in rumeno, bulgaro e ungherese. Il turco si aggiunse il 9 marzo 1937, con diffusione anche su onde corte da Roma-Prato Smeraldo. Dal 1º novembre 1937 Bari I cominciò anche a trasmettere, al posto di Firenze e insieme con Bologna, un notiziario in "serbo-croato". Il Radiocorriere sarebbe poi passato alla dizione di "serbo" semplicemente quattordici giorni dopo.

## La propaganda araba

### L'organizzazione
Radio Bari era parte del Reparto Arabo, a sua volta parte dell'Ispettorato Radio, dipendente direttamente dal Ministero Stampa e Propaganda, poi Ministero della cultura popolare.

#### Le persone
Una delle più importanti figure del programma arabo fu Enrico Nuné. Nuné era nato ad Aleppo nel 1914 e aveva compiuto gli studi universitari in Italia, vivendo a contatto quindi delle due culture araba e italiana. In quanto "profondo conoscitore del mondo arabo e musulmano" e fascista la sua figura si prestava molto bene all'opera di Radio Bari. Difatti nel 1936 Nuné iniziò a lavorarvi e dal 1938 divenne direttore delle radiotrasmissioni arabe. Una persona che a Radio Bari aveva dimestichezza con il giornalismo era Ugo Dadone, nato nel 1885 circa e vissuto al Cairo. Dadone aveva lavorato in quella città per giornali e agenzie di stampa e quindi, in forza della sua esperienza, entrò a far parte del Centro Arabo, il quale forniva a Radio Bari le notizie da trasmettere. Le notizie erano inoltre ricavate dallo stesso Reparto Arabo con mezzi propri o giungevano dalle sedi diplomatiche italiane in Africa e Medio Oriente, ma la scarsezza di mezzi che sempre afflisse la stazione non consentì notiziari accurati e interessanti per gli ascoltatori.
La parte più espressamente propagandistica era curata da Daniele Occhipinti, o con contributi ai notiziari o con sue rubriche. Nato a Vita nel 1912, aveva trascorso buona parte della sua vita in Tunisia. Al luglio del 1941 egli era "redattore-capo di Radio Bari", carica che si può considerare immediatamente inferiore alla direzione del Reparto Arabo, che pure ricoprì durante un'assenza del titolare Enrico Nuné. Alla programmazione contribuirono a vario titolo sia italiani (generalmente orientalisti o giornalisti, quali Michelangelo Guidi, Virginio Gayda e Carlo Belli) sia arabi.
Un nome significativo tra le personalità arabe è quello di Muhammad Kurd Ali, fondatore dell'Accademia Araba di Damasco, che tenne molte conversazioni e lezioni su argomenti di cultura. Chiaramente, i collaboratori di cui la radio aveva più bisogno erano gli annunciatori, che però non furono mai di livello professionale. Talvolta anzi erano completamente inadatti al proprio ruolo. La scarsa capacità degli annunciatori fu un costante cruccio di Radio Bari, che dalla fine degli anni trenta doveva competere con le trasmissioni arabe inglesi e tedesche (le quali disponevano, tra l'altro, di annunciatori di professione) senza tuttavia averne i mezzi.

### La programmazione

#### Orari e frequenze
All'inizio, nel maggio 1934, i programmi in arabo da Radio Bari erano dei semplici notiziari di un quarto d'ora, trasmessi il martedì, giovedì e sabato intorno alle 19 italiane (la collocazione serale riflette la volontà di sfruttare la propagazione ionosferica delle onde medie, ampliando così notevolmente la zona d'ascolto del programma). I giorni di trasmissione crebbero fino al 1º dicembre 1937, quando le emissioni divennero giornaliere. Col passare del tempo anche la durata e i contenuti dei programmi furono ampliati: ai notiziari si aggiunsero conversazioni, conferenze, musica. A causa dell'installazione di una stazione radio a Tunisi (inaugurata poi il 15 ottobre 1938), fu deciso di preparare anche un'emissione mattutina della durata di venti minuti, per crearle concorrenza. La diffusione del programma del mattino cominciò nell'agosto 1938. Dal 21 novembre 1940 le trasmissioni giornaliere arrivarono a quattro, due al mattino e due alla sera, per un totale di quattro ore di contenuti.
I primi programmi erano trasmessi solamente in onde medie da Bari su 1 059 kHz. Le possibilità d'ascolto furono ampliate il 21 settembre 1936, quando iniziò la diffusione su onde corte dalla stazione di Roma-Prato Smeraldo. Radio Bari rimase su queste due gamme d'onda fino all'inizio della guerra, quando, dal 16 giugno del 1940, Bari I scomparve dai palinsesti e dalla lista delle stazioni del Radiocorriere. Il programma arabo dell'EIAR rimase ascoltabile solo su onde corte fino al 21 novembre 1940, quando la diffusione della sua quarta edizione fu affidata anche alle onde medie di 1 357 kHz, frequenza, tra le altre stazioni, di Bari II, e 1 140 kHz. Dal 12 gennaio 1941 pure la terza trasmissione fu effettuata anche su onde medie.

#### I programmi culturali
Sebbene manchino sondaggi affidabili sul gradimento delle trasmissioni di Radio Bari, è da credersi che i programmi di cultura fossero i meglio riusciti e apprezzati. Infatti erano unici per la transculturalità di chi li preparava, sebbene restasse presente una traccia di eurocentrismo e di retorica coloniale. L'ossatura della parte culturale si trova in una relazione che Enrico Nuné preparò dopo un viaggio in Medio Oriente nell'ottobre 1937. Per migliorare l'impatto delle trasmissioni, Nuné consigliava di affiancare all'emissione radio una rivista, di imbastire un'orchestra araba, di preparare conferenze su argomenti d'interesse per i Paesi arabi e di organizzare corsi di "Alta Cultura". Inoltre sottolineava l'importanza di avere una fonte cospicua di notizie interessanti per i giornali radio. Nel corso del tempo, questi consigli furono tutti messi in pratica, a parte le onnipresenti difficoltà nel reperire le notizie, acuitesi con la guerra.

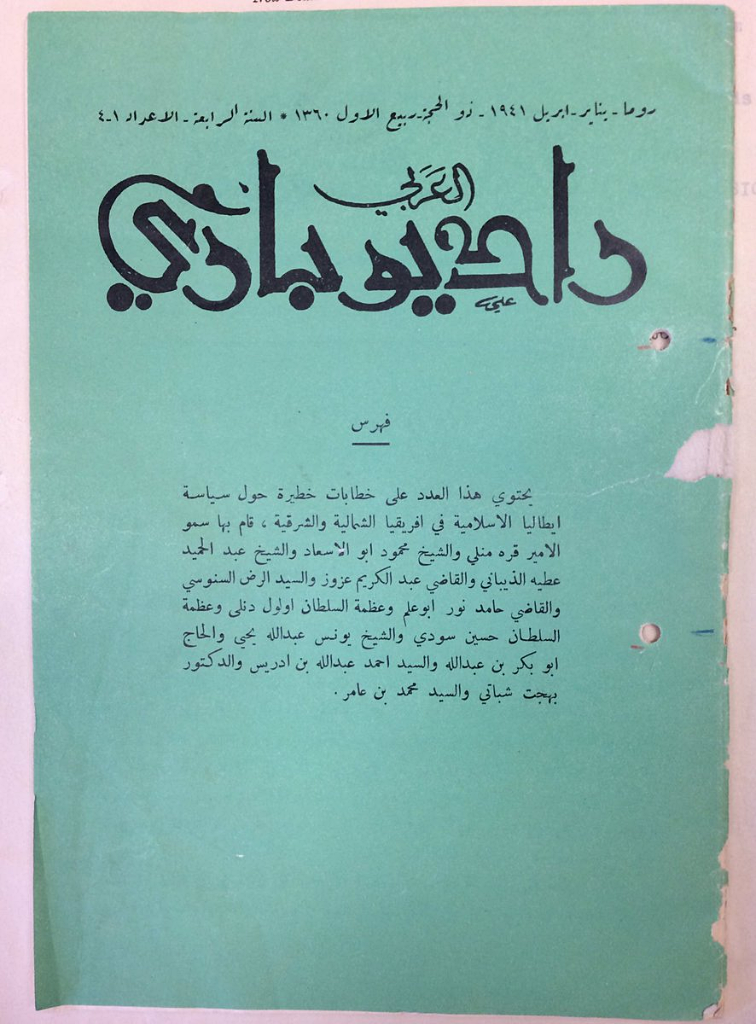
Copertina di un numero della rivista di Radio Bari del 1941

La concretizzazione dei corsi di "Alta Cultura" auspicati fu l'istituzione delle lezioni in arabo dell'Università Radiofonica Italiana, cominciate il 2 gennaio 1939. L'Orchestra Araba di Radio Bari fu istituita entro il 1939 e la musica, in maggior parte araba popolare, giocò un ruolo molto importante all'interno della programmazione, anche nella sua parte politica. Alla radio tuttavia non riuscì mai di far esibire presso i suoi studi i più famosi cantanti arabi del tempo, una su tutti Umm Kulthum. Gli altri programmi di cultura vertevano sulle lettere, il teatro (il programma si era anche dotato di una sua compagnia araba di teatro) e il diritto, alternando temi italiani o europei in genere e temi arabi, proponendo anche lavori di autori arabi del tempo.
Si elaborarono anche dei cicli di programmi d'argomento femminile, in particolare sulla condizione della donna e su argomenti che oggi si definirebbero di storia di genere. La rivista di Radio Bari, mensile in italiano e arabo, uscì per la prima volta nel gennaio 1938 e fu intitolata, nella parte italiana, Radio Araba di Bari. Pubblicazione mensile della stazione radio di Bari I – Roma 2 RO. Per sottolineare l'interesse dell'Italia e degli italiani negli studi arabi fu dedicato spazio alle celebrazioni di orientalisti italiani, come quelle per la morte di Carlo Alfonso Nallino e Giuseppe Gabrieli.

#### I programmi politici
La programmazione politica propriamente detta era effettuata con conversazioni e conferenze, ma anche con brani musicali, quali inni e canzoni politiche (generalmente antibritanniche), e coi notiziari. Nella parte politica dei programmi di Radio Bari si può notare più chiaramente la propaganda fascista e la costante contraddizione che l'afflisse. La propaganda rimase sempre molto inadatta allo scopo che si prefiggeva, ovvero spingere i popoli arabi a ribellarsi contro la Francia e il Regno Unito, dominatrici della quasi totalità di loro.
Difatti, anche l'Italia era una potenza coloniale al pari esattamente delle nazioni mandatarie e quindi il messaggio che era veicolato era non tanto quello di liberarsi della dominazione straniera, ma, semplicemente, di cambiare "padrone". La natura coloniale di Radio Bari si nota anche da come fossero presentate le opere del fascismo nei possedimenti africani e in Albania, specie quelle collegate col mondo musulmano. Esse infatti venivano sfruttate per esaltare la "missione civilizzatrice" dell'Italia, chiamata a lavorare per il bene dei popoli arabi e islamici in genere, e così venivano presentate dalle personalità invitate a parlare alla radio.
Un altro evento che ebbe notevole rilevanza nelle trasmissioni fu la consegna a Mussolini della spada dell'islam da parte dei musulmani di Libia: anche qui si nota come l'Italia volesse porsi come protettrice (ma soprattutto come dominatrice) dei Paesi musulmani, ma non liberarli, facendoli implicitamente passare come incapaci di governarsi da sé. Inoltre sulla reputazione dell'Italia pesavano ancora gli orrori della guerra di Libia (un esempio sono i fatti di Sciara Sciatt) e delle azioni intraprese contro la rivolta senussita, sebbene si facesse di tutto per farle passare come mera propaganda antitaliana.
Tra i personaggi che parlarono di politica ai microfoni di Radio Bari è doveroso ricordare almeno Habib Bourguiba, futuro presidente della Tunisia. Il 4 aprile 1943 Bourguiba parlò di persona ai tunisini da Bari, leggendo un discorso che gli era stato preparato dal Ministero degli affari esteri italiano. In precedenza i suoi discorsi avevano già avuto spazio all'interno delle trasmissioni.

#### Durante la guerra
Durante il periodo di non belligeranza dell'Italia Radio Bari tenne principalmente a evidenziare come l'Italia cercasse di tenere in pace l'Europa e il Mediterraneo, lasciando in secondo piano gli attacchi alle potenze mandatarie. L'entrata in guerra ovviamente cambiò la linea editoriale, che dette la maggiore rilevanza alla situazione bellica e alla politica in generale, il tutto a discapito della parte culturale della programmazione. Durante la guerra l'antisemitismo, che era presente nelle trasmissioni di Radio Bari fin dal 1935, divenne uno dei temi principali delle emissioni, dal 1941 addirittura un "prisma attraverso cui leggere e presentare la guerra in Medio Oriente".
Le potenze nemiche dell'Asse (specie il Regno Unito) erano presentate come esecutrici degli ordini degli ebrei, mentre gli arabi come loro vittime. Un uso così esteso dell'antisemitismo, tanto esteso da far definire Radio Bari "la più antisemita tra le due stazioni radio che trasmettono in arabo" è da ascriversi, oltre che alle leggi razziali italiane, alla convinzione che gli arabi lo apprezzassero.
Un altro tema che con la guerra prese più virulenza fu l'anticomunismo. Già presente dal 1938 e sfruttato come ideale che univa il mondo arabo e italiano contro il materialismo e l'ateismo, cominciò a essere presentato costantemente dal giugno 1941. È interessante notare come imperialismo britannico, sionismo ed ebraismo e bolscevismo fossero trattati insieme, come elementi l'uno collegato all'altro: gli ebrei erano accusati di essere amici degli inglesi, loro complici nel tentativo di sterminare gli arabi di Palestina e prendere là il potere; l'Unione Sovietica era descritta come supportata dagli ebrei, che avevano fondato il comunismo e, per concludere, l'Impero britannico era accusato di prendere "i suoi raggi di vita dalla luce del Bolscevismo".
I bollettini sull'andamento del conflitto, che dall'entrata in guerra dell'Italia aprivano quasi sempre i giornali radio, registravano, com'è ragionevole, ogni vittoria delle truppe del Patto tripartito, mentre limitavano grandemente la portata degli insuccessi (o semplicemente li omettevano), sempre da ascriversi alla superiorità tecnica o numerica del nemico, mai al suo valor militare, che era solo degli italo-tedeschi, sempre presentati come alleati e amici fedeli. Se mancavano informazioni edificanti sull'Asse, si rimediava con la menzogna o, quantomeno, con un esasperato ottimismo.
Un caso esemplare di limitazione è certamente quello della battaglia di El Alamein, riferendosi alla quale, fra il 5 e il 6 novembre 1942, Radio Bari ammise solo pesanti perdite da ambo le parti e una leggera ritirata dell'Asse. La più clamorosa omissione riguarda invece la notizia della sconfitta degli italo-tedeschi in Africa, che non fu mai comunicata.
I notiziari e la programmazione in genere, col peggiorare della situazione bellica, peggiorarono in qualità, perché non si era più in grado di trovare informazioni interessanti e quindi si sopperiva a questa deficienza con la genericità. Dopo il 25 luglio 1943, le trasmissioni, a parte la parentesi del giorno successivo, continuarono come di consueto, lodando l'opera dell'Italia in Africa e criticando la crudeltà degli inglesi, ma con la perdita progressiva dell'elemento antisemita, prima tanto preponderante.

### La guerra delle onde
Radio Bari cominciò ad attaccare le potenze coloniali che controllavano il mondo arabo (escludendo ovviamente l'Italia) dal 1935, rimarcando l'oppressione dei popoli che vivevano sotto il dominio di Francia e Regno Unito e mostrando come l'Italia si prodigasse per il benessere dei musulmani.

#### Gli attacchi alla Francia
Nei primi tempi la Francia non prese sul serio la propaganda di Radio Bari, tuttavia, dal 1935 le autorità di Beirut cominciarono a monitorare le trasmissioni italiane in arabo, seguite da quelle del protettorato del Marocco nel 1937 e dell'Algeria nel 1938. I programmi di Bari criticavano la coscrizione obbligatoria, l'istituto dell'indigenato e il governo mandatario in Siria e Libano, con particolare riferimento alla questione di Hatay.
Gli attacchi alla Francia s'intensificarono con gli Accordi di Pasqua del 1938, dopo i quali Radio Bari allentò per qualche tempo la pressione sul Regno Unito. Sebbene l'attività antifascista francese fosse cessata con la capitolazione, le aggressioni e le critiche alle politiche francesi continuò anche durante la guerra. Il governo francese, preoccupato anche dall'espansione della circolazione di dischi con canzoni di protesta della metà degli anni trenta, corse ai ripari con misure restrittive e organizzando della contropropaganda, lamentandosi anche col governo italiano (senza tuttavia ottenere risultati).
Dal 1936 furono fatte delle ispezioni per saggiare la qualità di ricezione delle stazioni radio francesi metropolitane e di Radio Algeri in Nord Africa e Medio Oriente, poi si decise per la costruzione della già ricordata stazione di Radio Tunis-PTT, per il potenziamento del Poste Colonial, stazione internazionale a onde corte (che già emetteva un notiziario arabo di un quarto d'ora), che con l'occasione fu ribattezzata col molto meno eurocentrico nome di Paris Mondial e il potenziamento dei programmi in arabo da Algeri, che fino all'inverno 1937 aveva trasmesso quasi esclusivamente in francese. Il 3 settembre 1938 cominciò le sue trasmissioni in onde medie da Beirut Radio Orient (anche detta Radio Levant), con risultati tuttavia mediocri.

#### Gli attacchi all'Impero britannico
Il Regno Unito cominciò a subire attacchi dalle trasmissioni in arabo dal settembre 1935, in concomitanza con le sanzioni all'Italia per la guerra d'Etiopia. I programmi criticavano la politica britannica in Egitto e Palestina, incitando alla ribellione, alla violenza contro gli inglesi e sottolineavano l'oppressione dei musulmani e i favori fatti agli ebrei. Non vi furono temi anti-inglesi particolari al tempo di guerra.
Con l'inizio degli attacchi diretti il governo britannico decise di prendere delle contromisure per limitare l'effetto della propaganda italiana, fino a quel momento ritenuta non pericolosa. Proteste al governo italiano cominciarono già dal novembre del 1935, ma si rivelarono inutili. Giacché il jamming di Radio Bari si era rivelato impraticabile politicamente, l'unica soluzione che il governo inglese trovò fu di preparare trasmissioni in arabo. Rimase il problema dell'infrastruttura che avrebbe dovuto trasmettere questi programmi: in principio si pensò alla costruenda stazione a onde medie di Ramallah (inaugurata il 30 marzo 1936, avrebbe trasmesso in arabo solo i programmi del Palestine Broadcasting Service, pensati per quella zona e con l'intenzione solo marginale di contrastare Bari), ma poi l'idea fu scartata, come fu scartata l'ipotesi di costruire un'emittente, sempre in onde medie, a Cipro.
Infatti, quando al Foreign Office giunse un rapporto che assicurava la capacità dei palestinesi di ricevere trasmissioni su onde corte, si decise per emettere su questa gamma. I programmi sarebbero stati preparati dall'Empire Service della BBC, che avrebbe mantenuto l'indipendenza dal governo e rifiutato la propaganda diretta ed esplicita e irradiate dalla stazione di Daventry; l'inaugurazione del primo servizio in lingua estera della BBC avvenne il 3 aprile 1938. Con gli Accordi di Pasqua del marzo 1938, gli attacchi di Radio Bari contro il Regno Unito si affievolirono, per riprendere tuttavia già dal giugno.

### La rivalità con la Germania
Durante la guerra, la parte politica dei programmi riguardò anche il futuro del mondo arabo, argomento che prima non era mai stato trattato a causa della colonia di Libia, ma che con la guerra era giocoforza trattare, soprattutto per evitare di lasciarne il monopolio a Radio Berlino (che aveva iniziato le trasmissioni in arabo il 25 aprile 1939), che aveva dalla sua il vantaggio che la Germania nazista non aveva possedimenti coloniali né interessi evidenti nel mondo arabo. In effetti, durante tutta la vita dell'emissione araba italiana vi furono attriti con gli uffici tedeschi e un sentimento di sottomissione a questi. Certi comunicati, ad esempio, dovevano ricevere il visto dell'ambasciata tedesca e del comando militare germanico presso l'EIAR prima di essere trasmessi; le stazioni radio tedesche propagandavano, in maniera non esplicita ovviamente, che il dominio tedesco sarebbe stato il migliore per le popolazioni arabe, sebbene la Germania ufficialmente "non persegu[isse] interessi politici nell'area mediterranea". Inoltre le trasmissioni naziste supportavano con molta più disinvoltura il nazionalismo arabo, mentre a Radio Bari si avrebbe voluto essere molto più cauti e tenersi sul vago, sempre per evitare la questione coloniale in Libia.
Un altro terreno di scontro fra i due alleati fu la disputa, cominciata nell'ottobre 1941, per accaparrarsi come ospiti le più eminenti personalità del nazionalismo arabo, e cioè il politico iracheno Rashid Ali al-Kaylani e il Gran Mufti di Gerusalemme Hajj Amin al-Husayni, che ebbe un ruolo molto importante nel propagandare l'antisemitismo.

### La fine
La programmazione del 25 luglio 1943, malgrado gli stravolgimenti politici in corso, fu effettuata normalmente, mentre il giorno successivo essa comprese semplicemente brani dall'opera italiana. Dal 27 luglio si ritornò a una situazione più ordinaria, facendo brevemente cenno alle dimissioni di Mussolini. Il 28 Radio Bari precisò che l'Italia teneva fede agli accordi presi con gli alleati tedeschi; inoltre definì il nuovo regime "molto meglio e più democratico", parlando anche del "rinascimento del popolo italiano e della loro rivolta contro il fascismo", con una completa inversione di rotta rispetto a quanto aveva sostenuto nei nove anni precedenti.
L'8 settembre 1943 il notiziario delle 19 italiane cominciò affermando: "Gli italiani sono determinati a combattere fino alla fine", quando mezz'ora prima da Radio Algeri era stata diffusa la notizia della resa del Regno d'Italia. Alle 19:42 l'EIAR comunicò il famoso messaggio di Badoglio e alle 21 questo fu tradotto in arabo e trasmesso almeno sulla frequenza di 1 140 kHz, concludendo la storia delle trasmissioni arabe di Radio Bari.

## La Resistenza

### Gli inizi

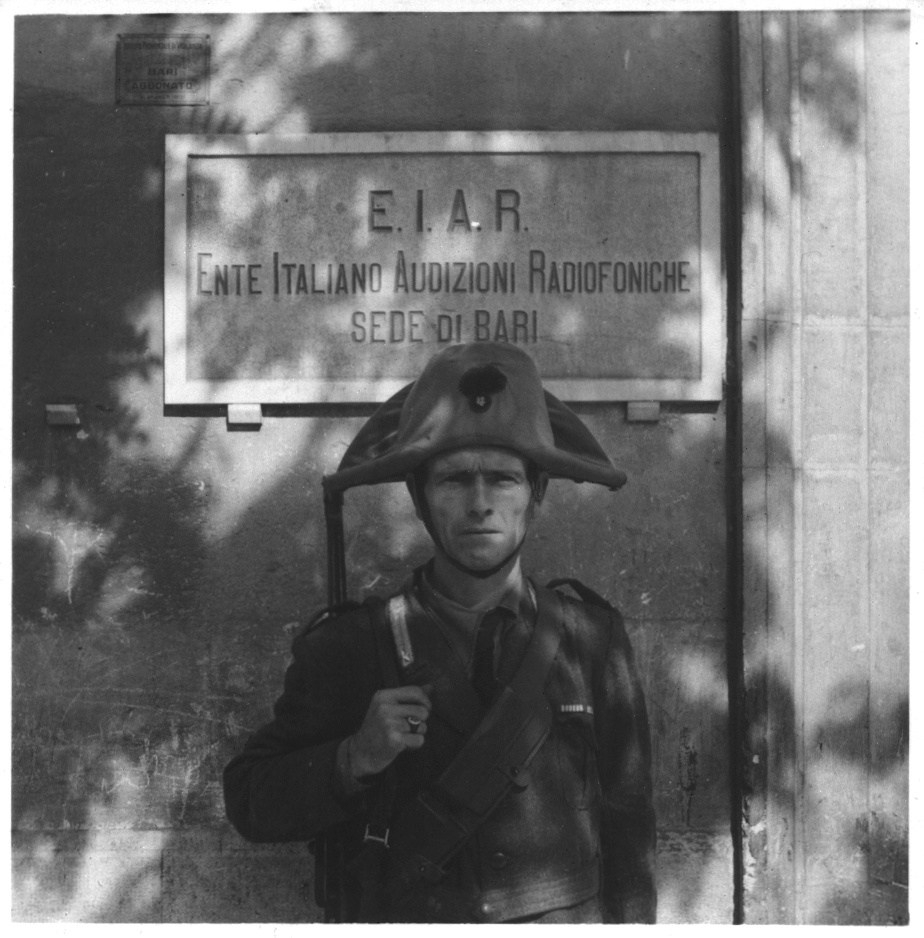
Un carabiniere di guardia all'ingresso della sede di Radio Bari nel settembre 1943

Con l'annuncio dell'armistizio, gli alleati si adoperarono per poter sfruttare gli impianti di Bari. L'11 settembre 1943 sbarcò a Taranto il maggiore britannico Ian Greenlees, conoscitore della cultura italiana e traduttore di Benedetto Croce per la Macmillan, con l'ordine di "salvare, se possibile, Radio Bari e di iniziare le trasmissioni". Greenlees, dopo essere stato ricevuto da Pietro Badoglio e dalle autorità alleate, tra cui Harold Macmillan, giunse a Bari il 12, anche se pare che la sua dirigenza effettiva sia cominciata qualche giorno dopo. Nei giorni successivi cominciarono ad affluire in via Putignani le personalità antifasciste baresi, tra cui Michele Cifarelli, che già aveva provato a "parlare alla radio" di Bari il 26 luglio.
Il primo uso certo della trasmittente di Bari dopo l'armistizio (in quel periodo acerbo le emissioni si aprivano con La canzone del Piave e la stazione si annunciava solo come "una radio", indicando la lunghezza d'onda) fu la diffusione l'11 settembre 1943 dei proclami di Vittorio Emanuele III e di Pietro Badoglio che per la prima volta parlavano agli italiani dopo l'abbandono di Roma. Badoglio chiedeva di reagire alle aggressioni tedesche, il Re, chiamando anch'egli a raccolta gli italiani contro i tedeschi, spiegava le ragioni del trasferimento della corte e del governo a Brindisi. L'11 e il 12 furono anche trasmessi messaggi di Franklin Delano Roosevelt e Winston Churchill captati da Radio Londra, che, insieme a Radio Algeri, fu la fonte principale per i primi notiziari.

### L'organizzazione

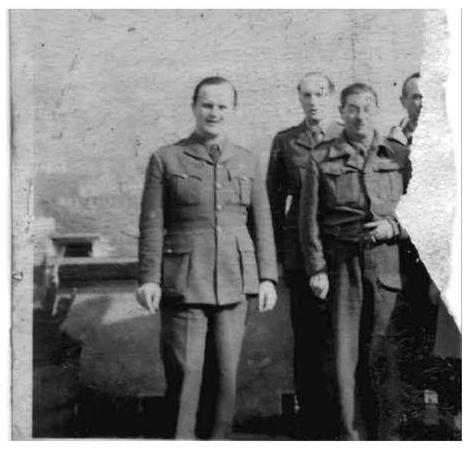
Il maggiore Greenlees (primo da sinistra) a Napoli, dopo il trasferimento in quella città delle attività principali del PWB

Ian Greenlees era il direttore di Radio Bari e aveva come principali compiti lo scegliere i collaboratori, tenendo lontani i fascisti, coordinare le attività della stazione e preparare i programmi. Fino al 16 settembre egli fu l'unica persona che poté esercitare una censura sui programmi. In seguito lo Psychological Warfare Branch (PWB), da cui Greenlees dipendeva, installò a Bari un suo ufficio, con annesso servizio di monitoraggio. Tuttavia, il maggiore inglese, cui spettava l'ultima parola su cosa mandare in onda, cercò sempre di lasciare la redazione il più possibile libera da condizionamenti. Anche il governo di Brindisi cercò di controllare la programmazione, ordinando che i commenti e le notizie sarebbero dovuti provenire dal Comando Supremo del Regio Esercito o essere da esso avallati, come effettivamente avvenne. Anche le trasmissioni di notizie di e per militari lontani da casa era disciplinata dal Comando Supremo. Dopo la partenza di Greenlees per Napoli, nel febbraio 1944, il ruolo di direttore fu ricoperto prima da Renzo Pagin e poi da Joseph Savalli. Dalla metà del 1944 il controllo alleato su Radio Bari si allentò, concedendo più autonomia.

### Orari e frequenze
Non vi sono documenti per ricostruire le prime trasmissioni, in quanto il primo palinsesto della stazione fu pubblicato dalla Gazzetta del Mezzogiorno il 25 settembre 1943. Quel giorno le trasmissioni si aprivano alle 12:30, s'interrompevano tra le 14,15 e le 17, riprendevano per mezz'ora, e poi ricominciavano alle 19:30, per chiudersi alle 22:30. Nei mesi successivi le ore di trasmissione aumentarono, per arrivare, dal 13 dicembre 1943, a una programmazione ininterrotta di venti ore, dalle 5:55 alle 2:05. Dal 14 febbraio 1944 incominciò una programmazione su due canali. Bari II (in esercizio dalle 14:10 alle 2) trasmetteva una programmazione generalmente locale e d'intrattenimento leggero, mentre da Bari I originavano i programmi d'informazione e politica. Nella primavera 1944 Bari II cominciò a funzionare anche al mattino.
Nell'ottobre 1944 Radio Bari trasmetteva senza interruzioni dalle 5:15 all'1.
Le trasmissioni, una volta raggiunta la normalità, si aprivano con la frase "Qui parla Radio Bari, libera voce del governo d'Italia".
Sebbene a Bari fossero disponibili due trasmittenti, nei primi mesi dopo l'8 settembre fu sfruttata solo la potente Bari I, che continuò a lavorare sulla sua normale frequenza di 1 059 kHz (pari a 283,3 m di lunghezza d'onda). Successivamente ritornò in onda Bari II, prima su 224 m, poi su 222,5 m, abbandonando la lunghezza d'onda di 221,1 m che aveva ai tempi dell'EIAR.

### I programmi politici e d'informazione

#### I notiziari
I notiziari furono tra le prime trasmissioni di Radio Bari ed erano curati inizialmente da Michele e Raffaele Cifarelli, Giuseppe Bartolo e Michele D'Erasmo. In seguito si aggiunsero, provenendo in gran parte dal Centro Nord, Paolo Acrosso, il conte Boccabianca de Patay, Giuseppe Bovini, Francesco Callari, Beniamino D'Amato, Ludovico Greco, Antonio Piccone Stella, Libero Pierantozzi, Esule Sella, Paolo Tedeschi.
Le prime edizioni dei giornali erano due, alle 13 e alle 14, ma con l'apporto del PWB si arrivò, dall'8 novembre, a quattordici, per un totale di tre ore e mezzo di durata. 
È datato 10 ottobre 1944 il primo documento riguardante i notiziari locali, trasmessi tre volte al giorno.
Seguivano i notiziari o commenti politici (cominciati il 15 settembre 1943 con la rubrica Parole di un cittadino italiano, tenuta da Michele Cifarelli) oppure, a partire dal 13 dicembre 1943, La voce dei giovani o La voce dei lavoratori, che riguardavano, rispettivamente, la lotta partigiana e la sua propaganda e il mondo sindacale.

#### Le ritrasmissioni delle radio alleate
L'8 novembre 1943 cominciarono le ritrasmissioni dei servizi italiani della BBC e della Voce dell'America (che, insieme, occupavano complessivamente tre ore e un quarto), seguite il 13 dicembre dai programmi in serbo-croato e albanese della BBC; a questi si aggiunse poi il greco.

#### L'Italia combatte
L'Italia combatte, probabilmente la trasmissione più significativa di Radio Bari, fu registrata sul palinsesto pubblicato dalla Gazzetta del Mezzogiorno per la prima volta il 6 dicembre 1943, in sostituzione di Alta Italia.
L'Italia combatte, come si presentava essa stessa, era "dedicata ai patrioti italiani che lott[avano] contro i tedeschi" e collegava gli italiani delle "regioni libere e quelle che attend[evano] di essere liberate". Come sigla si usavano la prima strofa e il ritornello dell'Inno di Garibaldi, particolarmente significativo per la retorica della lotta di liberazione, mentre come intervallo, oltre al solito Inno di Garibaldi, era usato anche Il Canto degli Italiani. Prima di questo programma e di Alta Italia, gli italiani della Repubblica Sociale avevano, espressamente preparato per loro, solo un notiziario.
Visto che la trasmissione era destinata a luoghi abbastanza lontani dalla stazione, era mandata in onda la sera intorno alle 23, per sfruttare le migliori condizioni di propagazione del segnale. In seguito si aggiunse una replica alle 7 di mattina.
L'Italia combatte, durante i suoi venti minuti di durata, oltre a informare sulla situazione della guerra, denunciava spie (attraverso l'eloquente rubrica Spie al muro), cercava di coordinare l'azione partigiana mediante la diffusione dei comunicati del comando alleato e di messaggi in codice e si occupava di tenere alto il morale dei resistenti, raccontando episodi di eroismo o storielle umoristiche, non mancando ovviamente di rimarcare la crudeltà dei tedeschi. A riprova della sua importanza per la lotta partigiana, la trasmissione era oggetto di jamming tedesco.
L'Italia combatte era diretta da Alba de Céspedes (che, come molti, per evitare rappresaglie si firmava "Clorinda") e fra i suoi collaboratori, in maggior parte provenienti dall'ufficio stampa del PWB, erano Antonio Piccone Stella ("Francalancia") e Giorgio Spini ("Valdo Gigli") che aveva curato i primi programmi riguardanti la Resistenza insieme con Annibale Del Mare ("Marino"). Nei "cento di Bari", come furono chiamati gli intellettuali antifascisti che si raccolsero nella città, erano anche Anton Giulio Majano ("Zollo"), Agostino degli Espinosa ("Astolfo"), Gabriele Baldini ("Antonio Rivolta"), Diego Calcagno ("Abele"), Antonietta Drago ("Giuditta") e Vincenzo Talarico ("Ciclope", per via del suo strabismo) (tutti, eccetto Talarico, alle dipendenze dell'ufficio stampa del Comando Supremo). Fra i lettori dei comunicati, che ovviamente dovevano avere voce e dizione chiare, era Arnoldo Foà.

#### Il congresso di Bari
Il punto più alto della storia della stazione fu toccato in concomitanza con il congresso dei CLN, tenutosi a Bari. In preparazione del congresso, il PWB allestì una Tribuna politica ante litteram, La voce dei partiti, che cominciò a essere trasmessa nel gennaio 1944. Il congresso in origine avrebbe dovuto tenersi a Napoli, ma le forze monarchiche, col supporto britannico, riuscirono a impedirlo, e solo dopo vibrate proteste la Commissione Alleata di Controllo autorizzò lo svolgimento dell'assemblea a Bari, il 28 e il 29 gennaio.
Era previsto che i lavori del congresso fossero trasmessi in presa diretta, ma i monarchici riuscirono ancora a impedirlo, quindi ci si dovette accontentare della registrazione degli interventi più rilevanti, tra cui il discorso inaugurale di Benedetto Croce e quello del conte Sforza, poi riprodotti da Radio Londra. L'edizione de L'Italia combatte del 28 gennaio ebbe comunque delle parti dedicate al congresso.

### LeNotizie a casa
Se L'Italia combatte aveva in sé anche parti d'intrattenimento, un programma che nacque e rimase come puramente "di servizio" furono le Notizie a casa di militari, autorizzate dalla Sezione Stampa e Propaganda del Comando Supremo dal 1º ottobre 1943. 
In questo programma, dal formato molto semplice, i militari potevano informare i parenti della loro buona salute. Il 31 dello stesso mese il Comando Supremo cominciò la preparazione delle Notizie a casa dai civili, in cui i civili informavano i loro parenti militari; le due rubriche riscossero un notevole successo. Grazie a un messaggio in codice mascherato da comunicazione personale, trasmesso durante una di queste rubriche, i tedeschi riuscirono a mettere in pratica il disastroso quanto efficace bombardamento di Bari del 2 dicembre 1943. Da quel momento i messaggi particolari furono banditi.
Le Notizie a casa giunsero a occupare le trasmissioni di Radio Bari per un'ora e trentacinque minuti, divisa su sei edizioni.

### La perdita d'importanza
Raggiunta la vetta del congresso dei CLN, la parabola di Radio Bari iniziò la sua fase discendente. Col trasferimento del Governo italiano a Salerno, la stazione cominciò a essere privata dei suoi collaboratori: tra i primi partì per Napoli Greenlees, nel febbraio 1944, e poi i commentatori politici, anch'essi trasferiti a Radio Napoli. Il 1944 vide la sparizione alla fine del febbraio delle Notizie a casa, trasferite insieme alla redazione de L'Italia combatte nella città partenopea, la diminuzione di numero dei notiziari e dei collegamenti con la BBC e la Voce dell'America, mentre lo sfruttamento di Bari I come relay dei servizi per i Balcani della BBC continuò.

### Gli annunciatori

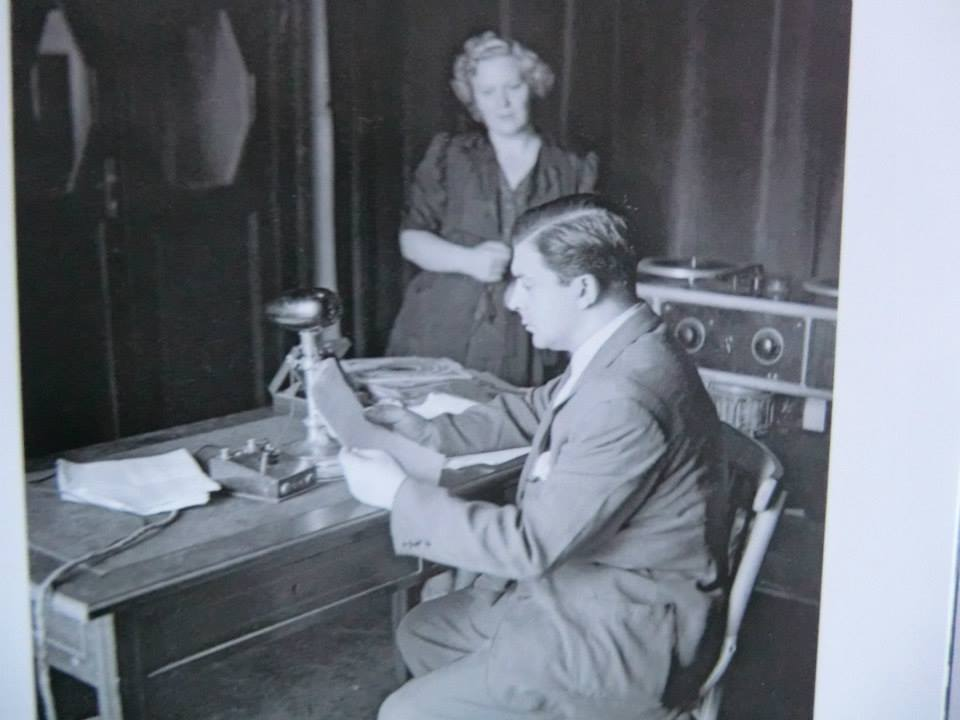
Rosa Di Napoli in uno studio di Radio Bari nel 1943

Durante i tempi "eroici" della stazione, mancavano annunciatori professionisti, sicché i lettori dei commenti e dei notiziari erano scelti tra i redattori, che talvolta truccavano la loro voce per dare varietà. Il miglioramento dell'organizzazione consentì di arruolare personale dedicato agli annunci e alla lettura, il che eliminò anche la preoccupazione che gli autori dei testi, leggendoli, potessero modificarli o aggiungervi intere parti, sfuggendo così alla censura. Nell'autunno 1943 giunsero a Bari come profughi gli annunciatori EIAR Pio Ambrogetti e Vito De Anna, mentre ritornò, dopo un breve allontanamento per motivi di sicurezza, Rosa Di Napoli, che aveva lavorato a Radio Bari dalla fondazione della stazione.

### I programmi d'intrattenimento
La perdita d'importanza della politica liberò parecchie ore di trasmissione, che poterono essere occupate dall'intrattenimento.

#### La musica
Nei primi tempi delle trasmissioni la musica aveva un notevole risalto, occupando due terzi del monte ore di trasmissione. Il migliorare dell'organizzazione e il potenziamento dei programmi d'informazione e politici fecero perdere alla musica la sua posizione eminente, anche se rimase una parte significativa della giornata radiofonica, occupando sette ore su un totale di venti. 
I generi erano molto variati, spaziando dalla musica leggera e popolare, all'allora esotico jazz, alla musica classica, operistica, sinfonica, religiosa.

Il maestro Carlo Vitale nel 1946

I brani riprodotti provenivano principalmente dai Victory discs forniti dall'Office of War Information, oltre che da dischi di proprietà degli stessi collaboratori. Riguardo ai programmi che proponevano musiche da supporti, è doveroso ricordare Dal telefono al microfono, che consentiva a chi chiamasse la stazione al telefono di chiedere una canzone ed eventualmente dedicarla a qualcuno, anticipando la moderna interazione con gli ascoltatori.

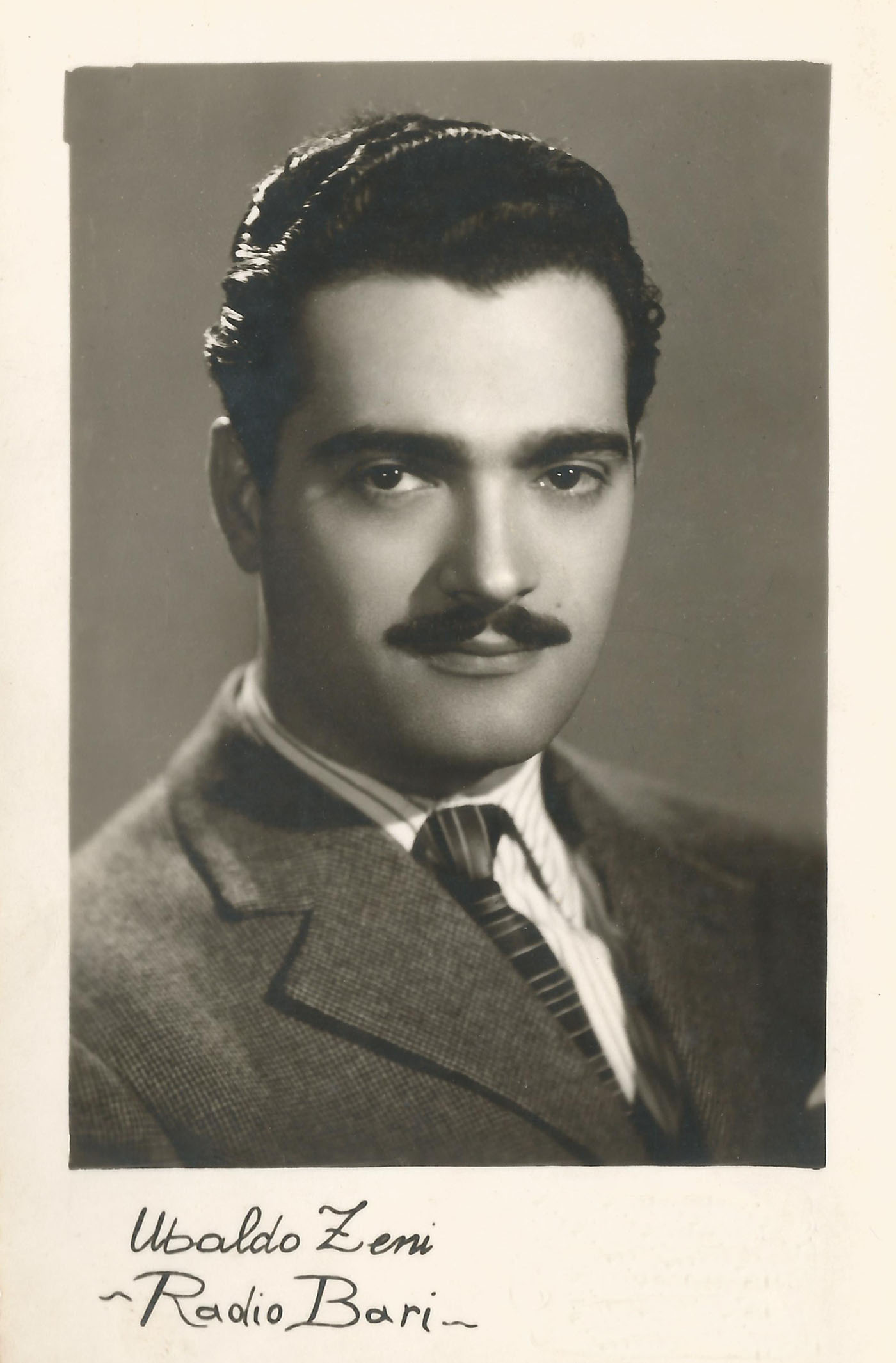
Ubaldo Zeni, uno dei cantanti di Radio Bari 1945/1946

Un programma canoro di notevole successo fu Il paradiso dei dilettanti, che andava in onda settimanalmente dal 5 aprile 1944, impostato sulla formula dei dilettanti allo sbaraglio.
Radio Bari, per le esecuzioni dal vivo, disponeva di due orchestre principali: un'orchestra sinfonica e l'Orchestra Radio Bari (conosciuta anche come Orchestra Vitale).
L'orchestra sinfonica era inizialmente formata da studenti del locale Liceo Musicale Niccolò Piccinni e da elementi dell'orchestra del teatro Petruzzelli. Il suo primo concerto si tenne il 7 novembre 1943 ed effettuò collaborazioni con la Polifonica Barese. L'orchestra, dopo il concerto del 20 dicembre 1943, fu sciolta e sostituita da un'altra organizzata da una "Società di amici della musica", con elementi dal Liceo Piccinni.

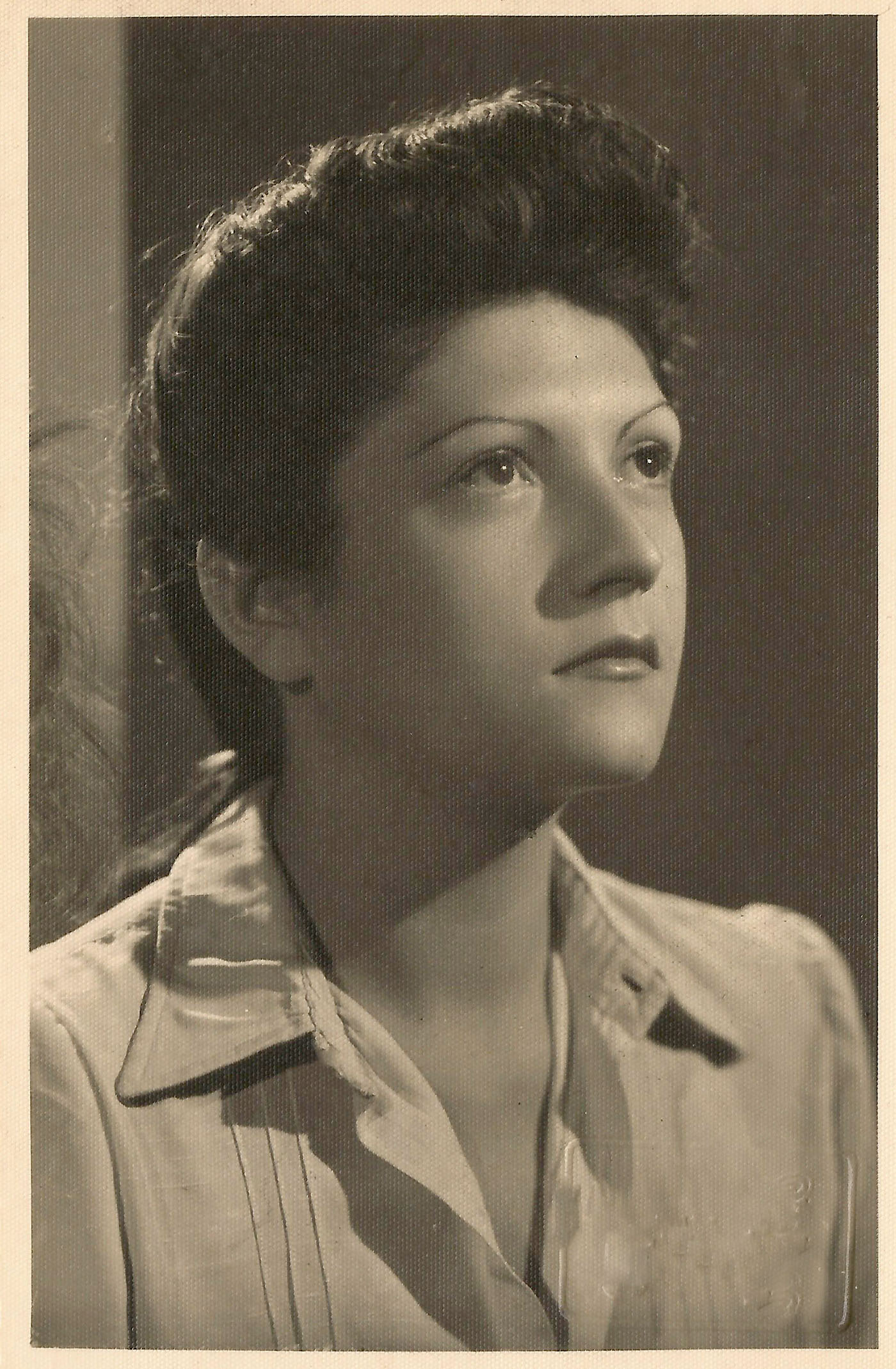
Luana Consuelita, cantante di Radio Bari 1944-1947

L'Orchestra Radio Bari, di musica leggera, composta da 16 elementi, era diretta dal maestro Carlo Vitale, da cui ricevette l'altro suo nome. Il suo esordio fu il 25 ottobre 1943, esibendosi per un'ora e mezzo e riscuotendo un notevole successo. Per alcuni cantanti, come Enrico Nosek e Gioconda Fedeli, l'esibizione con l'Orchestra servì da trampolino per il successo futuro. Altri cantanti che si esibirono con l'orchestra furono Ubaldo Zeni, Franco de Mari, Sergio Bona e Luana Consuelita. Fra i collaboratori dell'Orchestra è doveroso ricordare Vito Vittorio Crocitto.
Il maestro Vitale fu un buon compositore e aveva anche il compito di gestire la programmazione "varia" della stazione. A dimostrazione delle sue capacità, dopo lo scioglimento nel 1947 dell'Orchestra Radio Bari, la RAI offrì a Vitale, che declinò, la direzione dell'orchestra sinfonica di Torino.

#### Il teatro
La prima recita teatrale (Romanticismo, adattamento dell'omonimo dramma di Gerolamo Rovetta) andò in onda il 22 ottobre 1943. Le opere trasmesse erano generalmente in un unico atto, ma non mancarono anche lavori a puntate, e tra questi è da ricordare La storia di Maurizio Grand, cominciata l'11 settembre 1944, primo esempio italiano di romanzo radiofonico a episodi.
I programmi più prettamente umoristici erano curati da Ruggero Maccari, che aveva esperienza nel giornalismo di quel genere.
La satira esordì nel febbraio 1944, quando Radio Bari cominciava a perdere il suo ruolo politico preponderante. Il programma era intitolato Vent'anni dopo (doppio senso che allude sia all'omonimo romanzo di Dumas sia al periodo fascista) e andava in onda una volta a settimana per un'ora, proponendo scenette sul fascismo e sull'epurazione.
I professionisti del teatro che consentirono la realizzazione di queste emissioni furono inizialmente reclutati tra i militari italiani che casualmente si trovavano in Puglia, tra i quali erano Edmondo Cancellieri, Ubaldo Lay, Armando Francioli e lo stesso Maccari. In seguito giunsero, chi dalla Repubblica Sociale Italiana, chi dalle zone sotto l'AMGOT, Riccardo Cucciolla, Silvio Noto, Cesare Polacco e Alberto Perrini.

#### Altre rubriche
Programmi che provenivano dalla tradizione EIAR e che ripresero su Radio Bari furono le rubriche religiose, cominciate nel novembre 1943, seguite il mese successivo dai programmi giornalieri per i militari. Dal 13 dicembre 1943, con La radio dei piccoli, ritornarono in onda i programmi per i bambini, curati da Carlo Bressan (che continuò a lavorare per l'infanzia anche sotto la RAI) e, sempre nella stessa data, i programmi per le signore.